# Байрам Реджепі
Байрам Реджепі (сербохорв. Бајрам Реџепи, алб. Bajram Rexhepi; 3 червня 1954, Косовська Мітровіца, Косово — 21 серпня 2017) — косовський політик, перший післявоєнний прем'єр-міністр Косова. Реджепі — член другої за величиною політичної партії в Косово, Демократичної партії Косова.
З 22 лютого 2011 — міністр внутрішніх справ Косова.

## Біографія
Він закінчив Університет Приштини, потім навчався в аспірантурі Загребського університету в 1985 році. Потім він довго і успішно працював хірургом.
У ході конфлікту 1999 Реджепі приєднався до Армії визволення Косова і протягом трьох місяців був польовим лікарем. У ході загальних виборів у листопаді 2001 року в Косово партія Реджепі отримала 25,7 відсотка голосів, другою стала Демократична ліга Косова Ібрагіма Ругова, і Реджепі став прем'єр-міністром у Парламенті Косова в березні 2002. На наступних загальних виборах, що відбулися 24 жовтня 2004, Демократична партія Косова посіла друге місце і отримала 30 місць у парламенті.
Реджепі вважається поміркованим політиком, і він стверджував, що однією з його найважливіших його цілей буде «примирення і підвищення етнічної терпимості». Цікаво, що одним з приштинських щотижневих журналів йому два роки поспіль була присуджена премія «зачіска року»[джерело?].